# Édouard Bénédictus
Édouard Bénédictus (29 de junio de 1878 - 28 de enero de 1930) fue un químico, decorador, pintor y compositor francés. En 1909 registró la patente sobre la invención del vidrio laminado.

## Biografía
Édouard Bénédictus nació en 1878 en París, en el seno de una familia de origen holandés. Su tía era Judith Gautier, hija del escritor Théophile Gautier, quien intentó alejarle de los estudios artísticos (que consideraba fútiles), y lo orientó hacia la química. Siendo joven, fue enviado a estudiar a Darmstadt (Alemania), aunque no abandonó sus aficiones artísticas (pintura y composiciones musicales).
Hacia 1900, ingresó en la Sociedad de los Apaches.
El 25 de noviembre de 1909, depositó una patente sobre un procedimiento para producir vidrio laminado. Había descubierto este nuevo producto en 1903, gracias a la caída accidental desde una escalera de un frasco de vidrio que contenía una solución de celuloide, constatando que el frasco no se rompió. El 7 de julio de 1911 fundó la «Sociedad del Vidrio Triplex», que fue absorbida por Saint-Gobain a partir de 1927.
Durante los años 1920, al margen de las ciencias aplicadas, Bénédictus también fue conocido por sus creaciones de estilo art déco, trabajando junto a Jean Saudé entre otros. En 1925, Laure Albin Guillot realizó su retrato fotográfico.
Murió en enero de 1930 en París, y su memoria fúnebre fue pronunciada por Paul Léon.
Entre febrero y abril de 1986, el Centro cultural francés de Roma, el Museo de las Artes Decorativas de París, la Galería Consigli de Arte de Parma y el Centro Cultural Francés de Milán, le rindieron homenaje a través de una exposición itinerante centrada sobre sus creaciones art déco, frescos, gouaches, estarcidos y tejidos impresos.

## Escritos
- [préfacier] Jean Saudé, Traité d'enluminure d'art au pochoir précédé de notes par MM. Antoine Bourdelle, Lucien Descaves et Sem, París, Aux éditions de l'Ibis, 1925.[7]
- Nouvelles Variations. Soixante-quinze motifs décoratifs en vingt planches, París, s.n., 1929.[8]
- «Benedictus, peintre et décorateur», in Revue Glaces et Verres, 18, París, octubre de 1930.
- Relais 1930. 15 planches donnant 42 motifs décoratifs. Enluminure d'art de Jean Saudé. Préliminaires d'Yvanhoé Rambosson, París, Éditions Vincent Fréal et Cie, 1931.[9]
- Variations. 86 motifs décoratifs en 20 planches. Pochoirs de Jean Saudé, París, s.n., s.d.[10]

## Véase también

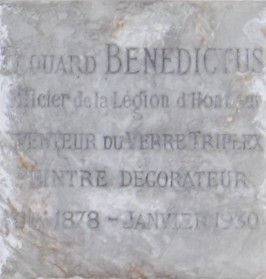
Placa funeraria (Colombarium del cementerio del Pere Lachaise).